# Клосс, Штефани
Штефани Клосс (нем. Stefanie Kloss; род. 31 октября 1984 года) — немецкая певица

.

## Жизнь
Проживает со старшей сестрой в саксонской деревне Каминау. В школьные годы участвовала в хоре музыкального детского проекта Ten Sing. В 1998 в возрасте 14 лет познакомилась с Юлианой Кетцер и братьями Штолле. Позже они создали группу EXAKT, к ним присоединились барабанщик Андреас Новак и клавишник Максимилиан Манек. В 2000 она создаёт новую группу JAST по первым буквам имён участников (Johannes, Andreas, Stefanie, Tomas). В 2002 группу переименовывают в Silbermond (с нем. — «Серебряная луна»). В 2004 году выходит первый альбом под названием Verschwende deine Zeit (с нем. — «Тратить своё время»). Училась в Philipp-Melanchthon-Gymnasium в Баутцене.

## Личная жизнь
В апреле 2018 года родила сына, отцом которого является Томас Штолле гитарист из группы Silbermond.

## Фильмография
2016: «Зверопой» (голос Эш — немецкий дубляж)